# Потапов, Леонид Александрович
Леонид Александрович Потапов (24 ноября 1928 — 30 августа 1982) — бригадир полеводческой бригады с.Искра Октябрьского  района Кустанайской области, Казахская ССР. Герой Социалистического Труда (1957).
Родился 24 ноября 1928 году в Иркутской области г.Зима.По комсомольской путевке прибыл на целину. Работал бригадиром в совхозе Искра Октябрьского района Кустанайской области.
Досрочно выполнил свои личные социалистические обязательства во время освоение целинных и залежных земель в Казахстане. Указом Президиума Верховного Совета СССР от 11 января 1957 года за особо выдающиеся успехи, достигнутые в работе по освоению целинных и залежных земель, и получение высокого урожая удостоен звания Героя Социалистического Труда с вручением ордена Ленина и золотой медали «Серп и Молот».